# Спинокрил кучерявий
Спинокрил кучерявий (Fissidens crispus) — вид мохів порядку дикранальних (Dicranales).

## Поширення
Батьківщиною є Європа, Африка, Північна Америка, Південна Америка, Азія, Австралія.
Населяє вологий затінений ґрунт, на скелях біля струмків, рідко занурений через коливання рівня води.

## Характеристика
Рослини до 10 × 3 мм. Стебло буває нерозгалужене і гіллясте. Листки до 20 пар, від еліптичних до широколанцетних до видовжено-язикових, гострих, короткозагострених до тупоязикових, до 2 × 0.5 мм; край ± цілий, але зазвичай зубчастий дистально. Коробочкові ніжки до 9 мм. Коробочка білатерально симетрична до прямого, радіально симетрична, до 1 мм. Спори 10–16 мкм.